# Wang Chunli
Wang Chunli (chiń. upr. 王春丽; chiń. trad. 王春麗; pinyin Wáng Chūnlì; ur. 10 sierpnia 1983 w Jilin) – chińska biathlonistka, reprezentantka kraju na mistrzostwach świata oraz w zawodach Pucharu Świata. Wcześniej startowała w biegach narciarskich.
6 grudnia 2008 wygrała swoje pierwsze zawody Pucharu Świata – sprint w Östersund. Było to pierwsze pucharowe podium zawodniczki, która nigdy wcześniej nie zajęła miejsca w pierwszej dziesiątce zawodów tej rangi.
Trzykrotna srebrna medalistka (dwukrotnie w sprincie 7,5 km: indywidualnie i drużynowo, a także w drużynowym biegu patrolowym na 15 km) na zimowych igrzyskach wojskowych w Dolinie Aosty (2010).

## Osiągnięcia

### Mistrzostwa świata
- 2008 Östersund – 19. (sprint), 14. (bieg pościgowy), 64. (bieg ind.), 13. (bieg masowy), 14. (sztafeta 4 × 6 km)

### Puchar Świata

#### Miejsca w klasyfikacji generalnej
| Sezon     | Miejsce |
| --------- | ------- |
| 2006/2007 | 42.     |
| 2007/2008 | 36.     |
| 2008/2009 | 21.     |
| 2009/2010 | 38.     |
| 2010/2011 | 75.     |

#### Zwycięstwa w zawodach
| Lp. | Dzień     | Rok  | Miejscowość | Konkurencja      | Pudła   | Czas biegu | Przypisy |
| --- | --------- | ---- | ----------- | ---------------- | ------- | ---------- | -------- |
| 1.  | 6 grudnia | 2008 | Östersund   | Sprint na 7,5 km | 22:48,1 | 0+0        | –        |

#### Miejsca na podium w zawodach
| Lp. | Dzień     | Rok  | Miejscowość | Konkurencja      | Lokata | Pudła   | Czas biegu | Strata | Zwycięzca |
| --- | --------- | ---- | ----------- | ---------------- | ------ | ------- | ---------- | ------ | --------- |
| 1.  | 6 grudnia | 2008 | Östersund   | Sprint na 7,5 km | 1.     | 22:48,1 | 0+0        | –      | –         |